# Alangium
Die Gattung Alangium gehört zur Familie der Hartriegelgewächse (Cornaceae). Die etwa zwanzig Pflanzenarten sind hauptsächlich in Südostasien verbreitet, wenige Arten finden sich nordwärts bis nach Japan, westwärts bis Madagaskar und Afrika.

## Beschreibung

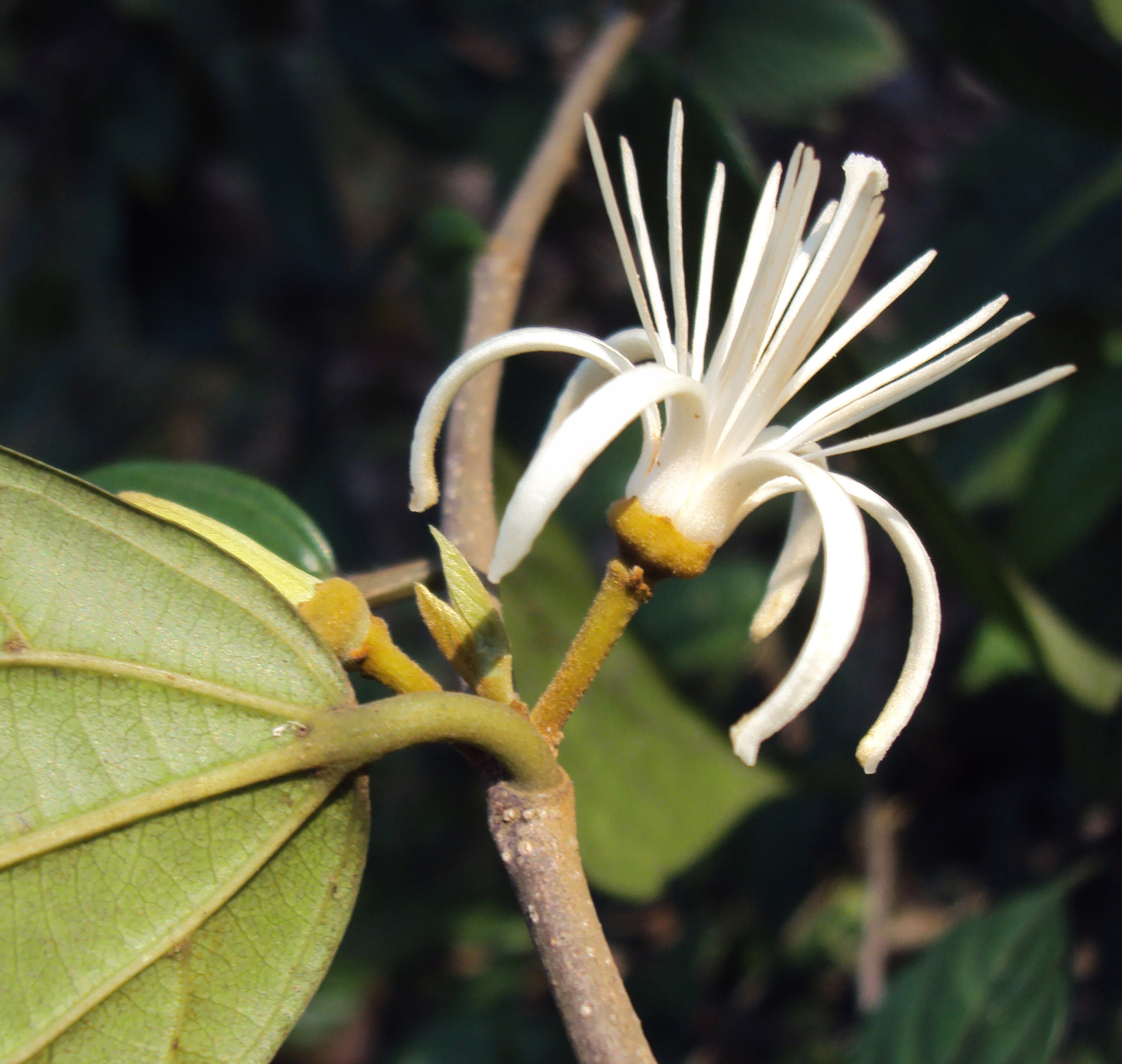
Blüte von Alangium salviifolium

Alle Arten in dieser Gattung sind Gehölze, sowohl immergrüne als auch laubabwerfende Arten, die als Bäume oder Sträucher, selten auch Lianen wachsen. Die wechselständig angeordneten Laubblätter sind einfach, ganzrandig oder leicht gelappt. Die Nervatur ist handförmig. Nebenblätter fehlen.
Die Blüten stehen zu mehreren in zymösen Blütenständen in den Blattachseln. Es sind kleine, meist abfallende Tragblätter vorhanden. Die Blüten sind weiß oder weißlich-gelb, die Blütenstiele besitzen ein „Gelenk“. Es ist ein Blütenbecher vorhanden. Der kleine Kelch ist gestutzt bis gezähnelt. Die schmalen Kronblätter krümmen sich beim Öffnen der Blütenknospe zurück oder rollen sich ein. Die großen, länglichen Staubbeutel stehen an kurzen bis langen Staubfäden. Der ein- bis zweikammerige Fruchtknoten ist unterständig, es ist ein gekerbter bis gelappter Diskus vorhanden. Die Narbe ist gelappt. Es entsteht eine ein- bis zweisamige Steinfrucht mit Diskus- und Kelchresten. Der Steinkern ist leicht komprimiert.

## Verbreitung
Verbreitungszentrum von Alangium ist Südostasien, im Norden von Japan und Korea über China, den Südhang des Himalaya über die indonesische Inselwelt bis ins tropische Australien. In Madagaskar und Afrika finden sich die westlichsten Verbreitungsareale.
Dabei ist die Größe des besiedelten Areals von Art zu Art ganz unterschiedlich: Alangium chinense kommt von China bis nach Afrika vor – mit entsprechenden Variationen, die zu zahlreichen Synonymen geführt haben. Andere Arten, wie Alangium circulare, Alangium havilandii oder Alangium longiflorum stehen als „vulnerable“ auf der Roten Liste, weil ihr Lebensraum gefährlich kleiner geworden ist.
In Mitteleuropa sind keine Arten heimisch, selten sieht man Alangium platanifolium oder Alangium chinense als Ziergehölze.

## Verwendung
Einige Arten werden medizinisch genutzt, darunter Alangium chinense und Alangium salviifolium. Wegen der hübschen, duftenden Blüten pflanzt man sie manchmal als Ziergehölze.

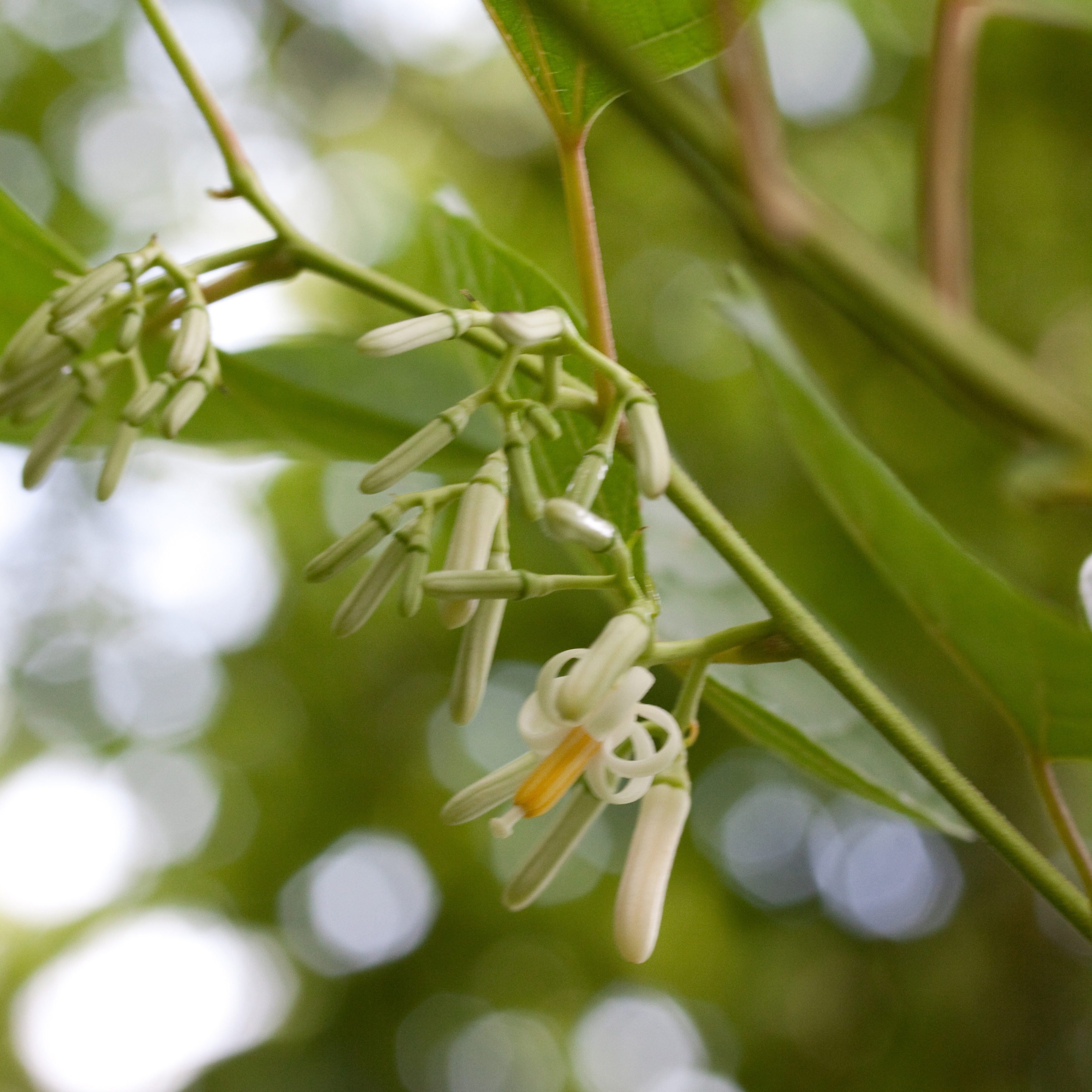
Alangium chinense

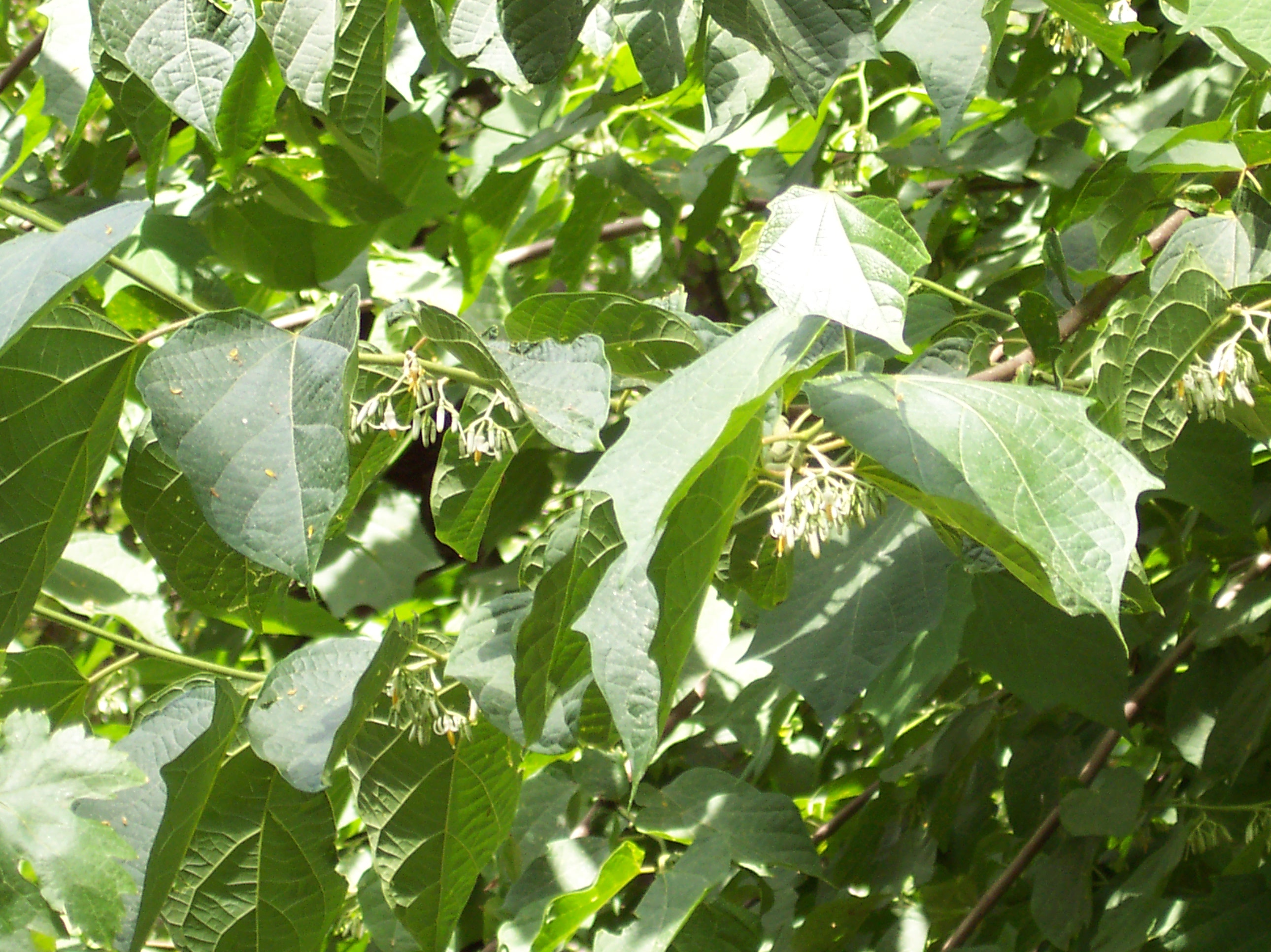
Alangium platanifolium

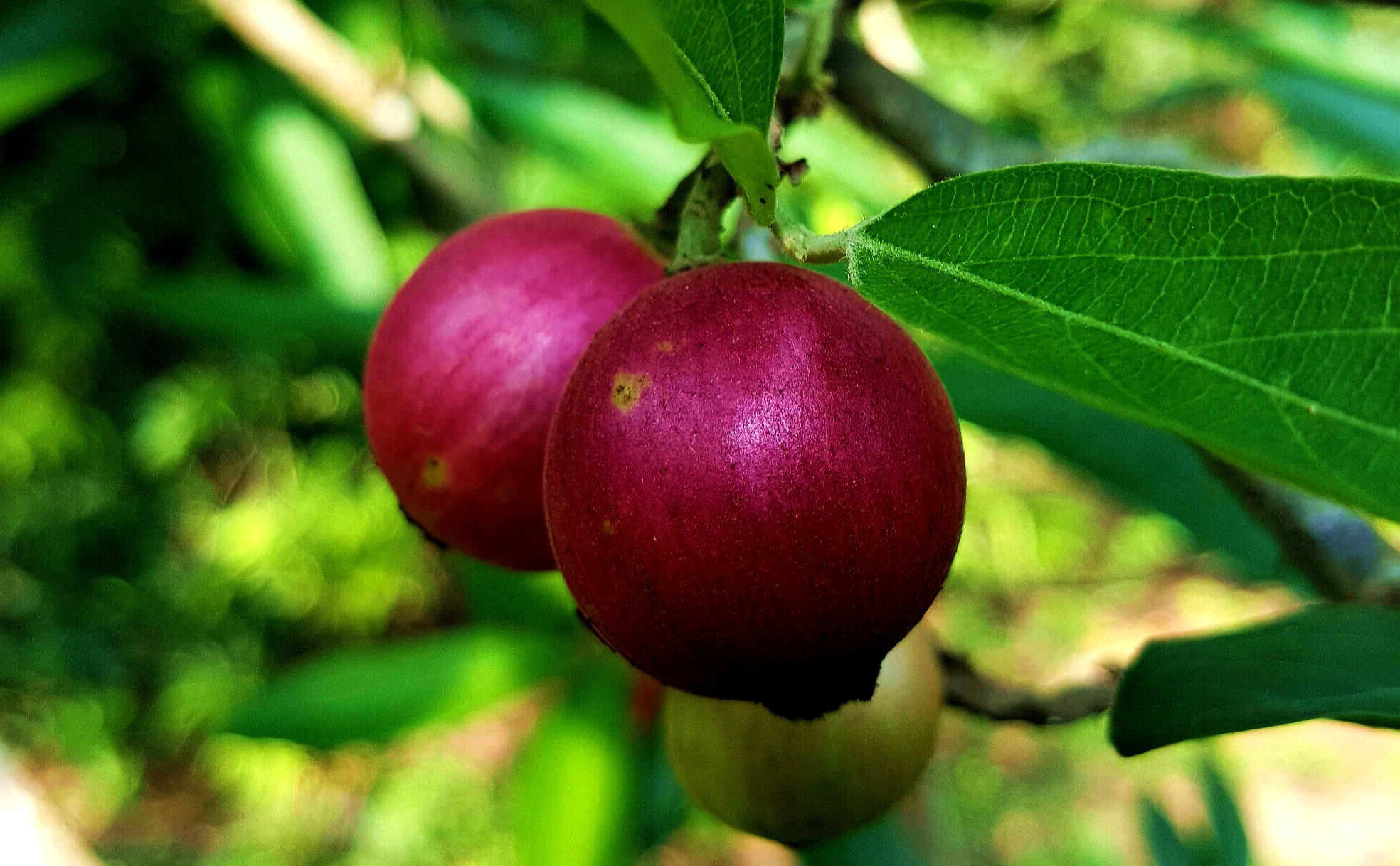
Früchte von Alangium salviifolium

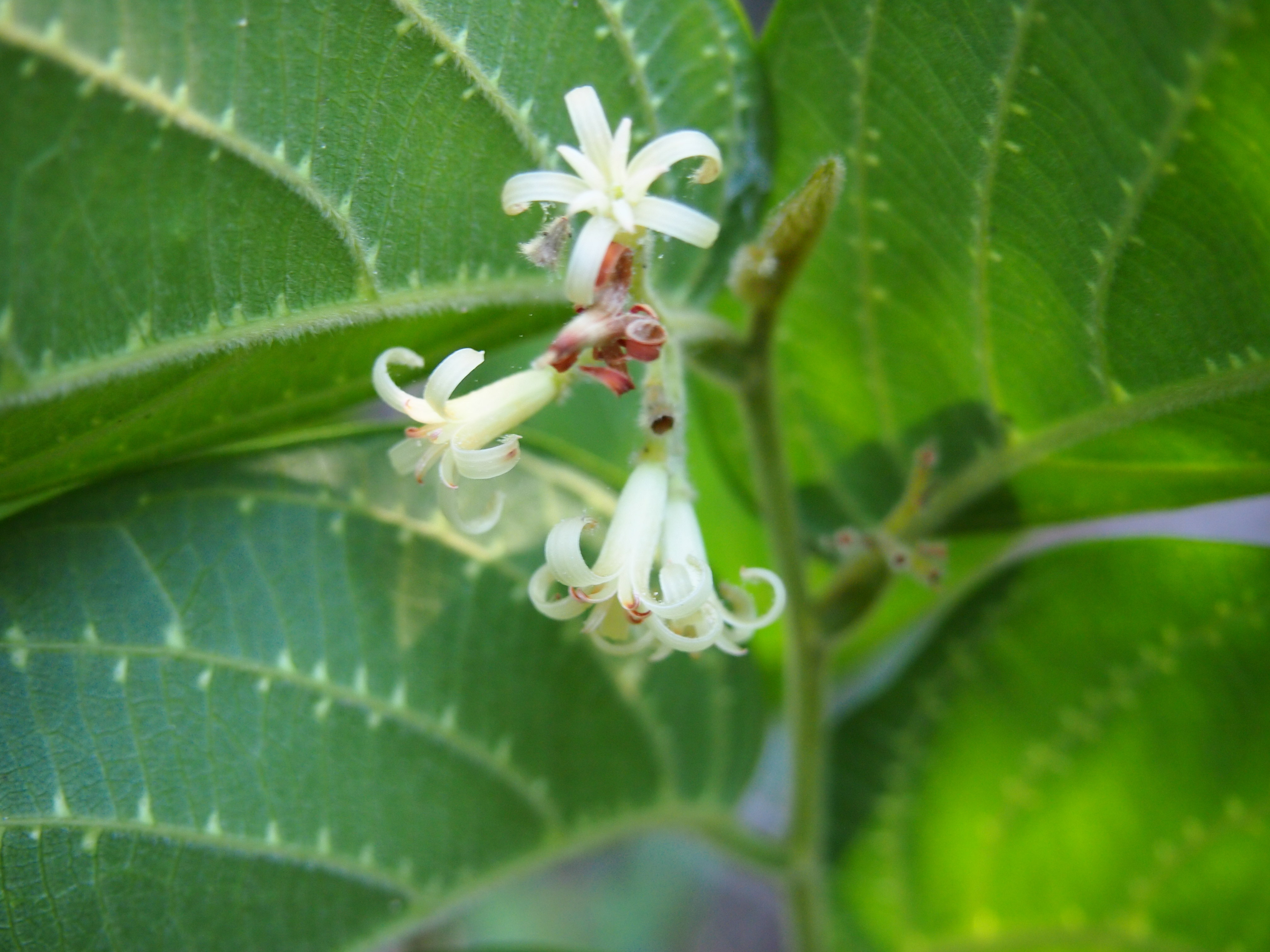
Alangium villosum

## Systematik
Die Gattung Alangium wurde 1783 durch Jean-Baptiste de Lamarck in Encyclopédie Méthodique, Botanique, 1, S. 174 aufgestellt. Synonyme für Alangium Lam. sind: Angolam Adans., Angolamia Scop., Diacicarpium Blume, Kara-angolam Adans., Marlea Roxb., Pautsauvia Juss., Pseudalangium F.Muell., Rhytidandra A.Gray, Stelanthes Stokes, Stylidium Lour. nom. rej., Stylis Poir., Karangolum Kuntze.
Zur Gattung Alangium gehören etwa 20 Arten:
- Alangium alpinum (C.B.Clarke) W.W.Sm. & Cave: Sie ist vom östlichen Himalaya über Myanmar bis zum südlichen-zentralen China (nur südliches Tibet sowie westliches Yunnan[10]) verbreitet.[7]
- Alangium barbatum (R.Br. ex C.B.Clarke) Baill. ex Kuntze (Syn.: Alangium faberi Oliv.): Die drei Unterarten sind vom östlichen Himalaya über Indochina bis China (Guangdong, südliches Guangxi, südliches Yunnan[10]) verbreitet.[7]
- Alangium brachyanthum Merr.: Dieser Endemit kommt nur auf der philippinischen Insel Luzon vor.[7]
- Alangium chinense (Lour.) Harms: Das Verbreitungsgebiet umfasst das tropische und subtropische Asien und das Gebiet von Kamerun und Äthiopien bis zum südlichen Afrika.[7]
- Alangium circulare B.C.Stone & Kochummen: Die Heimat ist Sarawak auf Borneo.[7]
- Alangium faberi Oliv. (Syn.: Alangium tetrandrum R.H.Miao): Es gibt mehrere Unterarten in China.[10]
- Alangium grisolleoides Capuron: Die Heimat ist das nördliche und zentrale Madagaskar.[7]
- Alangium havilandii Bloemb.: Die Heimat ist Sarawak auf Borneo.[7]
- Alangium javanicum (Blume) Wangerin: Die sechs Varietäten sind von den Andamanen bis zu den Salomonen verbreitet.[7]
- Alangium kurzii Craib: Das Verbreitungsgebiet reicht von China bis zum westlichen Malesien.[7]: Es gibt Varietäten:[10]
  - Alangium kurzii var. handelii (Schnarf) W.P.Fang (Syn.: Alangium handelii Schnarf): Sie ist in China, Korea und Japan verbreitet.[10]
  - Alangium kurzii Craib var. kurzii (Syn.: Alangium begoniifolium subsp. tomentosum (Blume) Palm, Alangium chinense var. tomentosum (Blume) Merrill, Alangium chungii H.L.Li, Alangium kurzii var. laxifolium (Y.C.Wu) W.P.Fang, Alangium kurzii var. umbellatum (Y.C.Yang) W.P.Fang, Alangium rotundifolium var. laxifolium Y.C.Wu, Alangium tomentosum (Blume) Koorders non Lam., Alangium umbellatum Y.C.Yang): Sie ist von Laos, Myanmar, Thailand China, Vietnam, Indonesien, Malaysia und auf den Philippinen weitverbreitet.[10]
- Alangium kwangsiense Melch.: Sie gedeiht in dichten Wäldern in Höhenlagen unterhalb von 700 Metern in den chinesischen Provinzen Guangdong sowie Guangxi.[10]
- Alangium longiflorum Merr.: Sie ist von Philippinen bis zum nördlichen Borneo verbreitet.[7]
- Alangium maliliense Bloemb.: Die Heimat ist Sulawesi.[7]
- Alangium nobile (C.B.Clarke) Harms: Sie ist im westlichen Malesien verbreitet.[7]
- Alangium platanifolium (Siebold & Zucc.) Harms: Das Verbreitungsgebiet reicht von China, Japan und Korea bis Russlands Fernen Osten.[7] Es gibt zwei Varietäten:
  - Alangium platanifolium (Siebold & Zucc.) Harms var. platanifolium: Sie kommt in Japan und Korea vor.
  - Alangium platanifolium var. trilobum (Miq.) Ohwi (Syn.: Alangium sinicum (Nakai) S.Y.Hu, Spongberg & Z.Cheng): Sie ist von Korea, Japan, Taiwan bis nordöstlichen Yunnan sowie Zhejiang verbreitet.[10]
- Alangium premnifolium Ohwi: Sie ist vom japanischen Kyushu bis Nansei-shoto verbreitet.[7]
- Alangium qingchuanense M.Y.He: Sie gedeiht in Wäldern in Höhenlagen von etwa 2300 Metern nur im nördlichen Sichuan.[7]
- Alangium ridleyi King: Sie ist von Indochina bis Sumatra verbreitet.[7]
- Alangium rotundifolium (Hassk.) Bloemb.: Sie ist im westlichen Malesien verbreitet.[7]
- Alangium salviifolium (L.f.) Wangerin (Syn.: Alangium lamarckii Thwaites): Die zwei Unterarten sind vom östlichen tropische Afrika sowie den Komoren und vom Indischen Subkontinent über das südliche China bis zum tropischen Asien und Neuguinea weitverbreitet.[7]
- Alangium scandens Bloemb.: Die Heimat ist Sumatra und Borneo.[7]
- Alangium taiwanianum Masam. (gehört wohl zu einer Unterart von Alangium chinense[10]): Die Heimat ist Taiwan.[7]
- Alangium tonkinense Gagnep.: Die Heimat ist Vietnam.[7]
- Alangium uniloculare (Griff.) King (Syn.: Alangium griffithii (C.B.Clarke) Harms): Sie ist von Thailand bis Malesien verbreitet.[7]
- Alangium villosum (Blume) Wangerin (inkl. Alangium vitiense) (A.Gray) Baill. ex Harms und Pseudalangium polyosmoides F. Muell.: Mit zehn Unterarten. Das Verbreitungsgebiet reicht von Java bis zu den südwestlichen Inseln im Pazifik.[7]
- Alangium yunnanense C.Y.Wu ex W.P.Fang: Sie gedeiht in Wäldern in Höhenlagen von etwa 1400 Metern nur im zentralen Yunnan.[10]